# První válka o Náhorní Karabach
První válka o Náhorní Karabach byl ozbrojený konflikt trvající mezi únorem 1988 a květnem 1994 v enklávě Náhorní Karabach v jihozápadním Ázerbájdžánu mezi většinovou skupinou Arménů z Náhorního Karabachu (podporovanou Arménií) a Ázerbájdžánem. Jak válka postupovala, tak se Arménie i Ázerbájdžán, obě bývalé sovětské republiky, zapletly do vleklé, nevyhlášené horské války, během které docházelo na obou stranách k etnickým čistkám. Ačkoliv je od 12. května 1994 podepsáno příměří, obě strany se navzájem v omezené míře vojensky napadají dosud.

## Souvislosti
Dodnes se o Náhorní Karabach vedou spory mezi Arménií a Ázerbájdžánem.
Od roku 1918 do roku 1920 probíhala arménsko-ázerbájdžánská válka, ve které bojovala Arménská republika s Ázerbájdžánskou demokratickou republikou a v níž šlo o Náhorní Karabach, Zangezur a Nachičevan, které obě republiky považovaly za svá historická území. Válka bývá označovaná jako součást první světové války a ruské občanské války. Za Arménskou republiku se postavila Velká Británie a za Ázerbájdžánskou demokratickou republikou Osmanská říše. Jenže Velká Británie a Osmanská říše byly vyčerpány po první světové válce, a proto se zapojily do války pouze v hlavním městě Ázerbájdžánu Baku. Ázerbájdžánskou demokratickou republiku napadlo Sovětské Rusko a v dubnu 1920 vznikla Ázerbájdžánská sovětská socialistická republika. Arménie se obtížně bránila, až nakonec padla a v prosinci 1920 vznikla Arménská sovětská socialistická republika. Po vzniku Sovětského svazu už proti sobě oba státy nemohly vést válku, ale přesto se jizvy z války nikdy nezahojily.

## Obnovení problému Náhorního Karabachu
Když se roku 1985 dostal Michail Sergejevič Gorbačov do vedení Sovětského svazu, začal realizovat svoje plány na reformu sovětského systému. Vyhlásil perestrojku a glasnosť. Perestrojka souvisela s ekonomikou (hlavně s „polovolným trhem“). Důležitou součástí byla glasnosť, v překladu otevřenost, která dovolila občanům mít svobodný názor na politiku, ale všechny návrhy na samostatnost sovětských republik byly zamítány.
V Náhorním Karabachu se počet arménských obyvatel o jednu čtvrtinu zmenšil vlivem politiky ázerbájdžánských úřadů. Například tím, že arménská menšina neměla ve školách své učebnice a televizní stanice mluvily pouze azerštinou. Arménští zaměstnanci se začínali bouřit v Jerevanu a požadovali anexi Náhorního Karabachu k Arménii, což vyvolalo zase demonstrace v Baku. Gorbačov se setkal s vůdci demonstrantů v Jerevanu v únoru 1988 a požádal je o měsíc času. Obával se, že jestli změní hranice mezi Arménií a Ázerbájdžánem, budou totéž požadovat další státy Sovětského svazu, až by došlo k pádu sovětského zřízení na všech stranách.
20. února 1988 Sovět Náhorního Karabachu odhlasoval připojení k Arménii. Týž den byly údajně znásilněny dvě azerské studentky. O dva dny později byli zabiti při zapalování arménských domů a rabování dva ázerbájdžánští mladíci na silnici mezi Stěpanakertem a Ağdamem, jeden z nich ázerbájdžánským policistou. Od té chvíle se celý Sovětský svaz otřásal zprávami o krizi na Kavkaze. 27. února 1988 vypukly incidenty, vyvolané oběma stranami. Ve školách se přestalo učit, pokračovaly vraždy, znásilňování atd. 23. března 1988 Gorbačov zamítl jakoukoliv změnu hranic, ale konflikt už začal.

## Zbraně
Sovětský svaz se rozpadl 25. prosince 1991. Oba dva národy se snažily získat zbraně ze sovětských základen. Výhodu měli Ázerbájdžánci s pěti vojenskými letišti. Arménie neměla žádné. Ázerbájdžánci měli také 10 000 vagónů s municí, Arménie jenom 500. Ázerbájdžánci měli také více tanků, obrněných vozidel a děl. Rostl také černý trh se zbraněmi. Obě strany se snažily získat spojence. V počtu spojenců vyhráli zase Ázerbájdžánci. Arménie dokázala získat podporu Řecka, jenom díky tomu, že Řecko a Turecko jsou od nepaměti zapřisáhlí nepřátelé, a malou podporu Spojených států amerických, díky stejnému důvodu – Spojené státy americké proti Rusku. Už od konce roku 1991 v Karabachu panovalo bezvládí.
Ve srovnání: Arménie a Náhorní Karabach měl 20 000 vojáků/povstalců, 177–187 děl, 90–173 tanků, 290–360 obrněných transportérů, 39–200 bojových vozidel, 3 stíhací letouny a 13 vrtulníků. Ázerbájdžán 42 000 vojáků, 388–395 děl, 436–458 tanků, 558–1264 obrněných transportérů, 389–480 bojových vozidel, 63–170 stíhacích letounů a 45–51 vrtulníků.

## Následné pokusy o mír

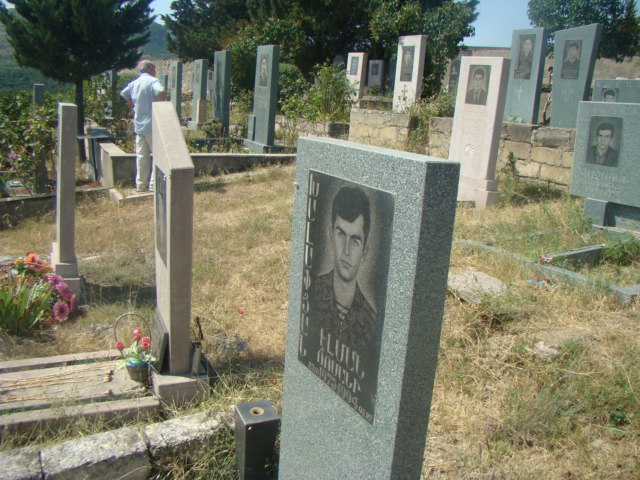
Hroby padlých arménských vojáků ve Stěpanakertu, Náhorní Karabach

7. května 1992 si pozval íránský prezident Akbar Hášemí Rafsandžání prezidenty z obou zemí. Jagub Mammedov a Levon Ter-Petrosjan přijeli do Teheránu a začala diskuze. V létě se začínala zlepšovat situace. Uprchlíci z Náhorního Karabachu měli snazší útěky do svých rodných zemí. Také přijely řady humanitních organizací, které zachránily několika stovkám civilistů a vojáků život. Jenže svět začal přehlížet situaci v Náhorním Karabachu, neboť právě v létě 1992 začaly národy světa řešit jiné konflikty: válku v Jugoslávii, válku v Podněstří, Čečensku na Kavkazu, a spory Gruzie s Ruskem o Abcházii a Severní Osetii. Všude tou dobou řádily občanské války, proto na přelomu července a srpna 1992 znovu začaly boje.

## Příměří 1994

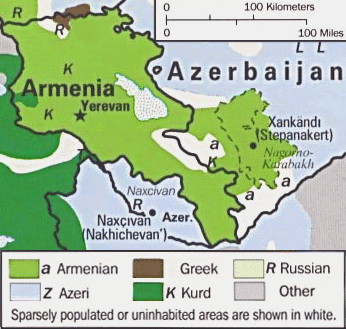
Etnická mapa oblasti (1995) (Celá etnická mapa Kavkazu zde)

I přes početní převahu se Ázerbájdžánu přestalo dařit, a tak na začátku roku 1994 začaly nové diskuze. Ty zprvu nevypadaly moc nadějně, ale skutečně 5. května 1994 ministři obrany z obou zemí a Rusko podepsali Biškecký protokol, který dal vzniknout Náhorně-karabašské republice. Mír byl dojednán na 0:01 minut 12. května. Boje pokračovaly ještě pár týdnů, ale nakonec zbraně utichly. Válka si vyžádala přes 30 000 lidských životů.
V následných letech se ale potyčky obnovily a obě strany se navzájem v omezené míře vojensky napadají dosud.